# Bohinjski predor
Bohinjski predor na bohinjski železnici je z dolžino 6327,3 metrov najdaljši slovenski predor, tako med cestnimi kot železniškimi (povsem na slovenskem ozemlju), in sicer na progi Praga–Jesenice–Gorica–Trst (tako imenovana Bohinjska proga, italijansko Transalpina, nemško Wocheinerbahn), med Bohinjsko Bistrico in Podbrdom, skozi goro Kobla v dolino Baška grapa. Ob dograditvi leta 1906 je bila njegova dolžina 6339 metrov, zdajšnjo dolžino pa je dobil leta 1945, potem ko so nemški vojaki ob umiku razstrelili severni portal.

## Zgodovina
Pripravljalna in gradbena dela na bohinjski progi in tudi na bohinjskem predoru so se začela leta 1900, čeprav jo je avstro-ogrski parlament odobril šele 6. junija 1901, lokacijsko obravnavo in razlastitev pa so opravili novembra 1902. Predor je gradilo podjetje Ceconi zaradi težavne geološke strukture tal kot dvotirni enocevni predor, čeprav je prvotni načrt predvideval izgradnjo dveh enotirnih predorov, med seboj oddaljenih 30 metrov in s prečnimi povezavami na vsakih 200 metrov. Z vrtanjem predora so v Bohinjski Bistrici pričeli 20. septembra, v Podbrdu pa 20. oktobra 1900. Po skoraj štirih letih gradnje so 31. maja 1904 prebili predor; zadnje metre je razstrelil nadvojvoda Leopold Salvator Habsburški. Dela so se nadaljevala in 1. marca 1905 so opravili prvo poskusno vožnjo. Po dokončanju zaključnih del so ga 19. junija 1906 s slovesno otvoritvijo, pri kateri je bil navzoč tudi prestolonaslednik Franc Ferdinand, izročili prometu hkrati s progo Jesenice - Gorica - Trst. Po prvi svetovni vojni je bila v predoru italijansko-jugoslovanska meja, saj je južni del predora in celotne Bohinjske proge pripadel Italiji in šele po mirovnem sporazumu z Italijo leta 1947 v celoti Jugoslaviji.
Pri gradnji Bohinjskega predora je sodelovalo več kot 2000 delavcev (na celotni bohinjski progi od Jesenic do Trsta pa kar 14.897 delavcev), kar 55 med njimi se je med gradnjo smrtno ponesrečilo (v Podbrdu je spominsko obeležje 12 ponesrečenim, 43 imen ponesrečenih pa je vklesanih na obeležju v Bohinjski Bistrici). Največ težav so graditeljem predora predstavljali nenehni vdori vode, ta tudi danes v deževnih obdobjih naraste v njem do 60 cm. Zaradi učinkovitejšega odvajanja vode so drugi tir v predoru leta 1938 odstranili.
Bohinjski predor je bil eden najpomembnejših izmed 28 predorov na 158 km dolgi progi Jesenice–Gorica, ki je povezala srednjo Evropo (Prago, Dunaj) s Trstom. Proga je bila velika pridobitev za celo takratno monarhijo. Bohinjcem pa je odprla okno v svet, po tem, ko so pogorele fužine v Bohinjski Bistrici, pa tudi odprla nove možnosti razvoja, predvsem na turističnem področju.